# Anastásios Andréou
Anastásios Andréou (grec moderne : Αναστάσιος Ανδρέου ; 1877 à Limassol, Chypre ottomane – 1947) est un athlète grec originaire de Chypre. Il a participé aux Jeux olympiques d'été de 1896 à Athènes.

## Biographie
Il est né à Limassol en 1877. Il étudie à l'école grecque de Limassol.
Il connaît le succès lors des premiers Jeux panchypriotes en 1896, remportant les 100 mètres et 110 mètres haies.
Il représente ensuite Chypre aux premiers Jeux panhelléniques sur le 110 mètres haies.
Son succès lors de ces Jeux lui permet de faire partie de la sélection grecque pour les premiers Jeux olympiques. Le public grec le considère comme le favori du 110 mètres haies mais il termine dernier de la première série et ne participe donc pas à la finale.
Il est après sa carrière sportive volontaire dans l'armée grecque pour la guerre gréco-turque de 1897 et combat à Domokon Derven, Phouléa et Farsala.
Il rentre ensuite en octobre 1897 à Chypre, où il épouse Pénélope Eraclidou dont il aura un fils et deux filles. Il meurt en 1947.

## Palmarès

### Jeux olympiques d'été
- Jeux olympiques d'été de 1896 à Athènes
  - Éliminé en série du 110 mètres haies.